# Shaptahik 2000
Shaptahik 2000 est un magazine bangladais hebdomadaire en bengali publié de 1998 à 2014 par Mediaworld Ltd, une entreprise du Groupe Transcom du Bangladesh,.

## Histoire
Shaptahik 2000 est créé en 1998. Son rédacteur en chef fondateur est Shahadat Chowdhury. L'éditeur du magazine est Mahfuz Anam, le rédacteur en chef du Daily Star. Le 12 mars 2005, Shumi Khan, correspondant du magazine à Chittagong, reçoit des menaces de Jamaat-e-Islami Bangladesh, dans une lettre disant : « Si vous écrivez quoi que ce soit sur Jamaat-e-Islami de Satkania [un sous-district de Chittagong] à partir de maintenant, nous allons vous tuer ». Cette menace est émise après que Shumi ait écrit un article accusant Shahjahan Chowdhury, un député de la Jamaat, de soutenir le terrorisme.
En 2007, le magazine a publié un article autobiographique de Daud Haider (en), un écrivain bangladais exilé en 1973 pour avoir critiqué l'Islam. Le magazine, son rédacteur en chef, Golam Mortuza, et son éditeur, Mahfuz Anam, ont été poursuivis en justice par Mohammad Reza, un responsable administratif de l'université islamique Al Jamia Al Islamia pour la publication de l'article de Daud Haider,. Le gouvernement du Bangladesh confisque alors tous les exemplaires du numéro, Daud Haider écrit au rédacteur en chef du magazine pour lui présenter des excuses publiques,. Le ministre de l'Intérieur Abdul Karim critique la publication de l'article par le magazine.
Moinul Ahsan Saber (en), rédacteur en chef du magazine, annonce que le magazine cessera sa publication le 31 octobre 2014. La décision de fermer le magazine est prise par l'éditeur, Mahfuz Anam, en raison de la baisse des revenus. Monjur Shams, rédacteur en chef adjoint de Saptahik 2000, déclare que « l'éditeur du magazine nous a dit qu'ils ne pouvait pas continuer à s'inquiéter ».